# Paraeuophrys
Paraeuophrys Logunov, 2020 è un genere di ragni appartenente alla famiglia Salticidae.

## Distribuzione
Le 2 specie note sono state reperite sull'isola di Sumatra e nelle isole Figi.

## Tassonomia
Per la descrizione delle caratteristiche di questo genere sono stati esaminati gli esemplari tipo di P. sumatrana'' Logunov, 2020.
Non sono stati esaminati esemplari di questo genere dal 2020.
Attualmente, a febbraio 2022, si compone di 2 specie:
1. Paraeuophrys bryophila (Berry, Beatty & Prószynski, 1996) — isole Figi
2. Paraeuophrys sumatrana Logunov, 2020[2] — Indonesia (Sumatra)